# 동부민요
동부민요는 함경도, 강원도, 경상도 지역에서 불리던 민요이다. 동부민요의 특징은 '함경도와 강원도'는 한탄조, 탄식조가 많고, '경상도'는 경쾌하며 빠른 곡조의 곡이 많다. 메나리토리를 사용한다. 미, 솔, 라, 도, 레의 5음 음계를 사용한다.동부민요는 우리나라 서남부의 남도민요, 서북부의 서도민요, 중부의 경기민요와 구별하여 붙여진 이름으로 함경도, 강원도, 경상도 및 동해안 일대에서 전승되는 민요를 일컫는다 옹헤야등이 있습니다

## 문화재 지정

### 대구광역시 무형문화재
보유자 박수관이 보유하고 있는 보유곡은 백발가, 영남모노래, 상여소리, 칭이야 칭칭나네, 장타령 5곡으로 동부민요로서의 음악적, 문학적, 민속학적 특징을 대체로 잘 간직하고 있다. 박수관은 동부민요권의 메나리토리를 가지고 소리하는 향토소리꾼으로 지정되었다.

## 같이 보기
- 남도민요
- 서도민요
- 경기민요

## 참고 자료
- 동부민요 - 국가유산청 국가유산포털